# Carabodes luteoauratus
Carabodes luteoauratus är en kvalsterart som beskrevs av Hammer 1972. Carabodes luteoauratus ingår i släktet Carabodes och familjen Carabodidae. Inga underarter finns listade.